# Centranthus
Centranthus es un género de plantas con flores de la antigua familia Valerianaceae, ahora subfamilia Valerianoideae según Angiosperm Phylogeny Website. que comprende hierbas y arbustos del sur de Europa. Comprende 36 especies descrita y de estas, solo 11 aceptadas.

## Descripción
Son hierbas anuales o perennes, a veces algo leñosas en la base. Flores hermafroditas, en inflorescencias cimosas compuestas, con inflorescencias parciales densas. Cáliz con dientes lineares, enrollados durante la antesis, acrescentes, plumosos y persistentes en la fructificación en forma de vilano. Corola con tubo largo, cilíndrico, con una gibosidad o espolón corto hacia la mitad o con un espolón bien desarrollado cerca de la base, y 5 lóbulos más o menos desiguales. Androceo con 1 estambre. Estigma capitado o trífido. Frutos con las 2 cavidades estériles apenas desarrolladas.

## Taxonomía
El género fue descrito por Augustin Pyrame de Candolle y publicado en Flore Française. Troisième Édition 4: 238. 1805[1805].
Etimología
Centranthus: nombre genérico que deriva de las palabras griegas:
kéntron = "aguijón, espolón, etc".; y ánthos  = "flor". Las flores, en este género, tienen espolón.

## Especies aceptadas
A continuación se brinda un listado de las especies del género Centranthus aceptadas hasta octubre de 2013, ordenadas alfabéticamente. Para cada una se indica el nombre binomial seguido del autor, abreviado según las convenciones y usos. 
- Centranthus amazonum Fridlender & A.Raynal
- Centranthus angustifolius (Mill.) DC.
- Centranthus × aurigeranus Giraudias
- Centranthus calcitrapae (L.) Dufr.
- Centranthus × intermedius (Schltdl.) Rapin
- Centranthus lecoqii Jord.
- Centranthus longiflorus Steven
- Centranthus macrosiphon Boiss.
- Centranthus nevadensis Boiss.
- Centranthus ruber (L.) DC.
- Centranthus trinervis (Viv.) Bég.